# 威根

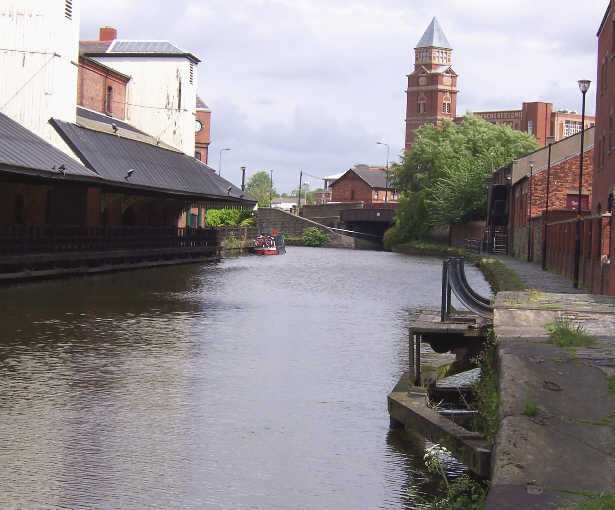
維根一景

威根（又译维冈），英國英格蘭西北區域大曼徹斯特郡的鎮，曾歸入蘭開夏郡。據2001年人口統計，威根人口有81,203人，屬小鎮式規模。

## 歷史
威根早在十二世紀已有人居住。18世紀正值工業革命年代，威根乃英國的工業城鎮，其中第一家亨氏茄汁黃豆罐頭工廠正在於此，同時也有大量紡織廠在此設立。二次大戰後隨著英國製造業式微，威根地位逐漸下降。

## 地理
由於位處英格蘭中部，威根地理上與西面的曼徹斯特、利物浦等等相當接近。不少火車、巴士線都連接至曼徹斯特，同時還有運河連接到曼徹斯特。事實上按行政規劃，目前的威根是由大曼徹斯特郡管轄。

## 體育

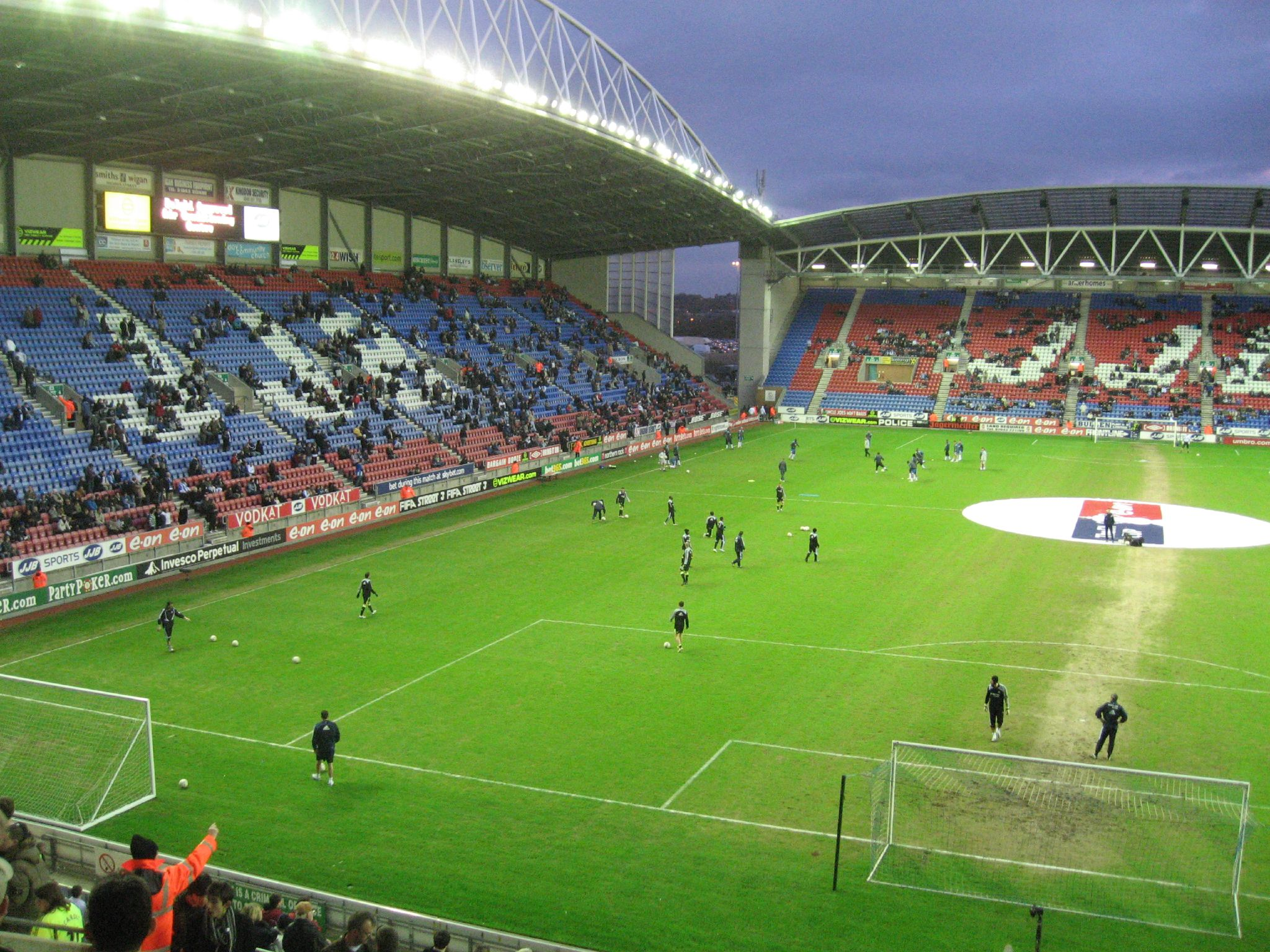
威根足球隊及欖球隊威根勇士共用JJB球場。

作為小鎮的威根，體育運動卻十分有名。欖球隊威根勇士是一支相當成功的欖球勁旅，而足球隊韋根體育足球會則於2005年升班至英格蘭超級聯賽，開始為全世界所知，兩隊共用DW球場。

## 友好城市
- 法國 昂热